# 鈴木英史
鈴木英史（日语：／ Suzuki Eiji，1965年2月18日—），日本作曲家、編曲家。

## 早年
出生於日本東京都世田谷區，幼時習琴，14歲開始嘗試作曲。高中加入管樂隊，擔任法國號手，也開始指揮，這是他的音樂生涯起點。之後進入東京藝術大學作曲科，1991年取得作曲碩士學位，作曲師從間宮芳生與遠藤雅夫，指揮師事於遠藤雅古。他也同時修習了鋼琴、尺八與雅樂，對東西方樂器有了豐富的知識。

## 職業生涯
現為尚美音樂學院專門學校特別講師，洗足學園音樂大學兼任講師。2019年起，擔任管樂專業雜誌《TOPICS》專欄主筆 。

## 獲獎及榮譽
- 東京藝術大學安宅賞（傑出學生獎），1987年[2]
- 第11屆日本管打吹奏樂學會作編曲獎，2001年

## 作品節選
鈴木英史的作品有豐富的「現場主義」和實用精神，能夠回應各地學校及社區樂團的需求。他曾表示「職業與業餘是不同的。我希望能創作出連吹奏樂初學者都能愉快投入的作品」（プロとアマチュアは違う。吹奏楽の初心者でも楽しく取り組めるものを），對自己的創作留下了腳註。他的編曲經常優先考慮可演奏性，避免特定聲部的困難技術，轉而在配器法的層次充實樂團音響。更進一步發展所謂的「混合樂譜」（ハイブリッド・スコア），即因應了樂隊人數不足的情況，不再以樂器區分聲部，而是以音域劃分。如此，即使缺少某些樂器，演奏仍然可以進行。此外他善於將經典作品組織、重現為主題連篇（thematic cycles）形式的管樂合奏組曲，在其投入之下，管樂文獻及其作品從過往的儀典音樂（抑或娛樂用途）獲得了提升，得到新的藝術高度。

### 作曲
- 第1號交響曲
- 愛的三部曲（愛の三部作）
  - 《生命變奏曲～生命與愛之歌》（ライフ・ヴァリエーションズ 〜生命と愛の歌〜），Cafua出版
  - 《肯特斯協奏曲》（カントゥス・ソナーレ），Cafua
  - 《鳳凰～仁愛鳥譜》，Brain Music出版
- 光之祭典（光の祭典）：廣島業餘管樂聯盟10周年委託創作[4]，Brain Music
- 《創世紀》（ジェネシス，Genesis）：2022年日本管樂大賽（全日本吹奏楽コンクール）指定曲[5]，Brain Music

### 編曲
- Dvořák《捷克組曲》選曲，Cafua出版
- Lehár《风流寡妇》選曲
- Offenbach《天堂與地獄》序曲，Cafua
- Prokofiev《羅密歐與茱麗葉》組曲，Foster Music出版[3]
- Ravel《鵝媽媽》組曲，Foster Music[3]
- 小約翰·史特勞斯《蝙蝠》選曲
- Tchaikovsky《天鵝湖》編曲，Foster Music[3]
  - 第1幕第1曲
  - 第3幕第18曲
  - 第4幕第29曲
- Carl Zeller輕歌劇《賣鳥人》（Vogelhändler）選粹，Brain Music，2003年

#### New Sounds in Brass
- NSB 第31集 ディズニー・プリンセス・メドレー (Disney Princess Medley)
- NSB 第45集 ディズニー・ヴィランズ・メドレー (Disney Villains Medley)
- NSB 第46集 コンパス・オブ・ユア・ハート (Compass of Your Heart)
- NSB 2024年版 Tomorrow

### 專書
- 《管樂團百件世界遺產》，與伊藤康英等合著，音樂之友社

## 外部連結
- 鈴木 英史 特別講師（日語）
- 教員・指導陣紹介（日語）
- 鈴木英史 （すずき えいじ；　Eiji Suzuki）（日語）
- CAFUA RECORDS > 作編曲家検索 > 鈴木英史（日語）